# Tina Lerner

Tina Lerner (1908)

Tina Lerner, auch Lerner-Shavitch (* 5. Juni 1889 in Odessa; † nach 1947; kyrillisch Тина Лернер) war eine russisch-amerikanische Konzertpianistin.

## Leben
Tina Lerner war die Tochter des jiddischen Schriftstellers Ossip Michailowitsch Lerner und der Mariam Rabinowitsch. Schon früh zeigte sich ihre musikalische Begabung. Sie studierte am Moskauer Konservatorium und bei Leopold Godowsky. Ab 1908 unternahm sie Konzertreisen nach Deutschland und England sowie nach Nordamerika, wo sie mit Orchestern in großen Städten auftrat, zuerst in New York in der Carnegie Hall. Weiterhin konzertierte sie um 1914 in Norwegen und Schweden sowie in Italien, Spanien und Frankreich. Zu ihrem romantisch geprägten Repertoire gehörten Klavierkonzerte u. a. von Grieg und Tschaikowsky sowie Werke von Schumann, Chopin, Liszt und Brahms.
1912 kehrte sie für Konzerte nach London zurück, bevor sie ihre dritte Amerikatournee (1912–1913) antrat. 1917 tourte sie nochmals durch Nordamerika und 1922 unternahm sie eine Tournee durch Südamerika.
1917 war sie eine der ersten Pianistinnen, die ein Konzert über ein Funktelefon gab, als sie an Bord eines Dampfers im Pazifischen Ozean ein Konzert spielte, das anlässlich des Geburtstags von George Washington auf andere Dampfer zwischen San Francisco und Honolulu übertragen wurde.
Tina Lerner hat außerdem Werke von Chopin und Tschaikowsky auf Klavierrollen eingespielt. In den 1920er Jahren lebte sie in Syracuse (New York) und unterrichtete Klaviermeisterklassen an der Syracuse University.
Von 1909 bis zur Scheidung 1915 war sie mit dem Musiker Luis Bachner verheiratet. 1915 heiratete sie den Dirigenten Vladimir Shavitch († 1947), mit dem sie auch zusammen auftrat. 1916 kam die gemeinsame Tochter Dollina zur Welt. Nach dem Tod ihres Mannes lebte sie mit ihrer Tochter in Florenz (Italien).
Tina Lerners Grab befindet sich auf dem Cimitero Monumentale della Misericordia in Antella, in der Nähe von Florenz.